# Jackson Heights (Band)
Jackson Heights war eine englische Rockband, die 1970 von Lee Jackson gegründet wurde, nachdem sich seine bisherige Band The Nice aufgelöst hatte. Der Stil der neuen Gruppe war mehr an der aktuellen Popmusik orientiert als der Progressive Rock von The Nice.
Trotz zahlreicher Auftritte und der Veröffentlichung von vier Studioalben löste sich die Gruppe nach etlichen Umbesetzungen 1973 wieder auf. Jackson gründete anschließend die Band Refugee.

## Diskografie

### Studioalben
- 1970: King Progress (Charisma)
- 1972: The Fifth Avenue Bus (Vertigo)
- 1972: Ragamuffins Fool (Vertigo)
- 1973: Bump ’n’ Grind (Vertigo)

### Singles
- 1972: Maureen / Long Time Dying (Vertigo)